# まだまみき
まだま みき（1988年3月18日 - 、本名:眞玉 美紀（読みは同じ））は、福岡県出身の元タレント。サプライズに所属していた（リップと業務提携）。

## 来歴・人物
- 2007年12月24日の第1回「渋谷アイドル100人劇場」において、アイドル候補生7名のうちの1人に選ばれ、レギュラーB組でデビュー。翌年2008年10月19日の第10回において、観客投票により3回目の1位を獲得し、レギュラーA組に昇格。
- 野球観戦が趣味で、プロ野球・パ・リーグ、中でも地元球団の福岡ソフトバンクホークスのファン。2008年中には全プロ球団の本拠地球場13箇所全てに足を運んだ[1]。ホークスなどのレプリカユニフォームを着ての野球ネタや、福岡ドームや千葉マリンスタジアムなど各球場の売り子、ウグイス嬢、野球場で見かけた人などそれぞれの物真似などの持ち芸がある。札幌ドームのウグイス嬢の物真似で森本稀哲のコールをする時は、森本の顔真似を見せる。元々人を笑わせることが好きで、ウグイス嬢の真似は高校生時代から友達の間でのウケが良かったという[2]。また、ピンクを基調とした、前に『MADAMA』、後ろに『MIKI』とネームがプリントされたオリジナルのユニフォームを着て出演することもある。
- 競馬にも興味があり、ブログにも度々その話題が出て来る。
- 立教大学に在学していたが[3]、現在は卒業している。
- 2009年3月25日　芸能界引退を発表。

## 出演

### テレビ
- 『ぷっ』すま （テレビ朝日） - 2008年5月6日
- あらびき団 （TBSテレビ） - 2008年5月28日
- ラジかるッ （日本テレビ） - 2008年6月9日
- キャラ☆キング （テレビ朝日（制作）） - 主に「球場のアイドル 売り子のまだまちゃん」で出演
- エンタの天使 （日本テレビ） - 2008年11月5日（第7回）、キャッチコピーは「球笑（きゅうじょう）のボイスチェンジャー」
- オッチモ! （関西テレビ） - 2008年11月30日
- 全力坂 （テレビ朝日） - 2008年12月
- アンタッチャブルのマキマキでやってみよう!! （朝日放送） - 2008年12月・マンスリーアイドル

### ラジオ
- ゴチャ・まぜっ! （MBSラジオ） - 2008年7月31日、8月7日
- 志村けんのFIRST STAGE～はじめの一歩～（JFN、2008年9月20日）